# Miss Islas Vírgenes Británicas
Miss Islas Vírgenes Británicas (en inglés: Miss British Virgin Islands) es un concurso de belleza nacional en las Islas Vírgenes Británicas. Se encarga de seleccionar a la representante del país para el concurso Miss Universo.

## Ganadoras

### Miss Universo Islas Vírgenes Británicas
: Declarada como ganadora
     : Terminó como finalista
     : Terminó como una de las semifinalistas o cuartofinalistas
     : Terminó como ganadora de premios especiales
| Año                           | Miss Islas Vírgenes Británicas | Posición en Miss Universo | Premios especiales |
| ----------------------------- | ------------------------------ | ------------------------- | ------------------ |
| 2024                          | Deyounce Lowenfield            | No clasificó              |                    |
| 2023                          | Ashellica Fahie                | No clasificó              |                    |
| 2022                          | Lia Claxton                    | No clasificó              |                    |
| 2021                          | Xaria Penn                     | No clasificó              |                    |
| 2020                          | Shabree Frett                  | No clasificó              |                    |
| 2019                          | Bria Ashley Smith              | No clasificó              |                    |
| 2018                          | A'yana Keshelle Phillips       | No clasificó              |                    |
| 2017                          | Khephra Sylvester              | No clasificó              |                    |
| 2016                          | Erika Renae Creque             | No clasificó              |                    |
| 2015                          | Adorya Rocio Baly              | No clasificó              |                    |
| 2014                          | Jaynene Jno Lewis              | No clasificó              |                    |
| 2013                          | Sharie Bianca Ylina de Castro  | No clasificó              |                    |
| 2012                          | Abigail Hyndman                | No clasificó              |                    |
| 2011                          | Sheroma Hodge                  | No clasificó              |                    |
| 2010                          | Josefina Nunez                 | No clasificó              |                    |
| No compitió entre 2003 y 2009 |                                |                           |                    |
| 2002                          | Anastasia Tonge                | No clasificó              |                    |
| 2001                          | Kacy Frett                     | No clasificó              |                    |
| 2000                          | Tausha Vanterpool              | No clasificó              |                    |
| 1999                          | Movel Lewis                    | No clasificó              |                    |
| 1998                          | Kaida Donovan                  | No clasificó              |                    |
| 1997                          | Melinda Penn                   | No clasificó              |                    |
| 1996                          | Linette Smith                  | No clasificó              |                    |
| 1995                          | Elaine Patricia Henry          | No clasificó              |                    |
| 1994                          | Delia Jon Baptiste             | No clasificó              |                    |
| 1993                          | Rhonda Hodge                   | No clasificó              |                    |
| 1992                          | Alicia Burke                   | No clasificó              |                    |
| 1991                          | Anne Lennard                   | No clasificó              |                    |
| 1990                          | Jestina Hodge                  | No clasificó              |                    |
| 1989                          | Viola Marguerite Joseph        | No clasificó              |                    |
| 1988                          | Nelda Felecia Farrington       | No clasificó              |                    |
| 1987                          | Sandy Michelle Harrigan        | No clasificó              |                    |
| 1986                          | Shereen Desmona Flax           | No clasificó              |                    |
| 1985                          | Jennifer Leonora Penn          | No clasificó              |                    |
| 1984                          | Donna Patricia Frett           | No clasificó              |                    |
| 1983                          | Anna Maria Joseph              | No clasificó              |                    |
| 1982                          | Luce Dahlia Hodge              | No clasificó              |                    |
| 1981                          | Carmen Nibbs                   | No clasificó              |                    |
| 1980                          | Barbara Enola Stevens          | No clasificó              |                    |
| 1979                          | Eartha Ferdinand               | No clasificó              |                    |
| 1978                          | No compitió                    | No compitió               | No compitió        |
| 1977                          | Andria Dolores Norman          | No clasificó              |                    |

### Miss Mundo Islas Vírgenes Británicas
: Declarada como ganadora
     : Terminó como finalista
     : Terminó como una de las semifinalistas o cuartofinalistas
     : Terminó como ganadora de premios especiales
| 2025                          | Por determinar                    | Por determinar | Por determinar                                              |
| 2023                          | Xaria Penn                        | No compitió    | No compitió                                                 |
| 2021                          | Kathlyn Archibald-Drew            | No compitió    | No compitió                                                 |
| 2019                          | Rikkiya Brathwaite                | Top 40         | - Deportes (ganadora) - Talento (1.ª finalista)             |
| 2018                          | Yadali Thomas Santos              | No clasificó   |                                                             |
| 2017                          | Helina Auriel Gerda Hilda Hewlett | No clasificó   | - Deportes (2.ª finalista) - Beauty With a Purpose (Top 20) |
| 2016                          | Nakisha Kadia Turnbull            | No clasificó   |                                                             |
| 2015                          | Sasha Wintz                       | No clasificó   |                                                             |
| 2014                          | Rosanna Kathrine Chichester       | No clasificó   |                                                             |
| 2013                          | Kertis Kassandra Malone           | No clasificó   | - Talento (3.ª finalista)                                   |
| No compitió entre 2002 y 2012 |                                   |                |                                                             |
| 2001                          | Melinda McGlore                   | No clasificó   |                                                             |
| 2000                          | Nadia Harrigan Ubinas             | No clasificó   |                                                             |
| 1999                          | No compitió                       | No compitió    | No compitió                                                 |
| 1998                          | Virginia Olen Rubaine             | No clasificó   |                                                             |
| 1997                          | Zoe Jennifer Walcott              | No clasificó   |                                                             |
| 1996                          | Ayana Glasgow                     | No clasificó   |                                                             |
| 1995                          | Chandi Trott                      | No clasificó   |                                                             |
| 1994                          | Khara Michelle Forbes             | No clasificó   |                                                             |
| 1993                          | Kaida Donovan                     | No clasificó   |                                                             |
| 1992                          | Bisa Smith                        | No clasificó   |                                                             |
| 1991                          | Marjorie Penn                     | No clasificó   |                                                             |
| 1990                          | Suzanne Spencer                   | No clasificó   |                                                             |
| 1989                          | No compitió                       | No compitió    | No compitió                                                 |
| 1988                          | Nelda Felecia Farrington          | No clasificó   |                                                             |
| 1987                          | No compitió                       | No compitió    | No compitió                                                 |
| 1986                          | Anthonia Brenda Lewis             | No clasificó   |                                                             |